# Мануїл Ольшавський
Мануїл Михайло Ольшавський (або Ольшавські, близько 1700, Ольшавиця — 5 листопада 1767) — єпископ Мукачівської єпархії з 1742 чи 1743 р. і до своєї смерті у 1767 році.

## Життєпис
Мануїл (Михайло) Ольшавський народився близько 1700 року в селі Ольшавиця (нині округ Левоча, Пряшівський край, Словаччина). Він назви села він узяв прізвище (яке спочатку була Ісіда). Він вивчав філософію в місті Кошиці, а потім в єзуїтському коледжі Трнава. Наприкінці свого навчання висвячений на світського священника в 1725 році і скерований до Мукачівської єпархії, де згодом став єпархіальним вікарієм єпископів Симеона Ольшавського (старшого брата) і Гавриїла Блажовського.
8 лютого 1743 р., після смерті свого попередника, призначений як загальний вікарій єпископа в Єгерській архидієцезії (латинському архієпископстві), насправді згідно з рішенням Ужгородської унії, офіційно перебував на посаді Єпарха Мукачівської єпархії, яка підпорядковувалася цій римо-католицькій єпархії. Через кілька місяців він був призначений на цей пост імператрицею Марією-Терезією, що підтвердив Папа Бенедикт XIV 5 вересня 1743 р.
Перед висвяченням Михайло Ольшавський вступив у Чин святого Василія Великого і набув монаше ім'я Мануїл.
У 1746 році Мануїл Ольшавський на прохання імператриці Марії-Терезії провів пастирський візит в Трансильванію, яка була у той час без візантійського єпископа у зв'язку з вигнанням Міку-Клейн. В 1761 році він знову повернувся в Трансільванію, щоб своїм авторитетом припинити окремі порушення православного ченця Софрона.
У 1756 році ним освячено храм у Марія-Повчі, будівництво якого було почато його попередником. Побудував монастир і призначив його василіянам. Він також побудував школи у Мукачеві і в Марія-Повчі для навчання духовенства, також йому вдалося отримати необхідні для цього економічні субсидії. У той час як його попередники в Мукачеві жили в Свято-Миколаївському монастирі, на прохання ченців він побудував єпископську резиденцію в центрі міста.
У 1764 році владика Мануїл побудував, на свої гроші, школу богослов'я і орган для однієї з церков у Мукачеві.
У 1759 році він написав у «Конгрегацію Пропаганди Віри», що в його єпархії не залишилося візантійських вірних, які не були в спілкуванні з Католицькою церквою. Однак єпископ Мануїл Ольшавський вкрай був незадоволений ситуацією, коли юридично Мукачівська єпархія підпорядковувалася латинському єпископу міста Егер. Так, він оскаржував владу єпископа Егеру і намагався переконати імператрицю Марію-Терезію, щоб дала повну незалежність єпархії. Не міг бачити результати своєї роботи, але через чотири роки після його смерті, в 1771 році, Мукачівська єпархія отримала свою незалежність.
Мануїл Ольшавський помер в Мукачеві 5 листопада 1767 р., і був похований у святилищі Марія-Повчі.

## Богословські праці
Серед його робіт ми можемо пам'ятати його «Слово о святом между восточною и западною церковію соединеніи». /М. М. Ольшавський/ (Sermo de sacra occidentalem inter, et orientalem ecclesiam unione /M. M. Olsavszky/) Перекладено з лат. на ц.-сл. за повелінням Іпатія Білинського, архимандрита почаївського Успенського монастиря, видано з благословення єпископа Сильвестра Лубенецького — Рудницького. — Почаїв: Друкарня Успенського монастиря, 1769. — 27 арк. Текст паралельно латинською та церковнослов'янською мовами.
1746 р. видрукував у Коложварі свою русинську працю: «Начало писмен дитем» мовою латинською та церковно-слов'янською.
Єпископ Ольшавський дуже відчував потребу власної друкарні, а тому іще на початку 50-х років XVIII століття почав клопотатися перед урядом, щоби дозволили йому заснувати друкарню в Мукачеві.
1765 р. та 1766 р. єп. Ольшавський повторив свої прохання, але справа ця закінчилася нічим. Проте він мав таки друкарню, — в Великім Карелі Сатмарського комитату, де заснував її 1754 р. за допомогою угорського графа Франца Карелі. Управителем Карельської друкарні був галичанин із Львова, але друки з неї до нас не збереглися. Велико-Карольська друкарня існувала, можливо, до смерті Ольшавського (1767 р.)
Була спроба друкувати книжки для потреб Підкарпатської Русі-України й пізніше. Так, 1770 р. відомий друкар о. Йосип Курцбек одержав привілей заснувати в Відні друкарню для друкування виключно кириличних книжок. Заступник на кафедрі Мануїла Ольшавського, єпископ Іван Брадач зараз же замовив Курцбеку потрібні його пастві книжки, і того ж 1770 р. появилися «Буквар» та Молитовник («Сборник», катихизис). Але доля цих книжок була дуже трагічною. Їх віддано на рецензію Крижевацькому єпископові Василю Божичковичу і той визнав їх «схизматичними». Після довгих митарств їх надрукували, однак перемогла «латинська лінія у церкві» і практично всю партію видрукуваного потім знищили.

## Участь Мануїла Ольшавського в доліАндрея Бачинського
Під час навчання Андрея в Ужгородській гімназії єпископ Мануїл Ольшавський завжди тримав його в полі зору. І коли Андрей у 1752 році здобув середню освіту, єпископ вислав його для продовження навчання на богословському факультеті Трнавського університету.
Закінчивши богословські студії, Андрей повертається додому. 2 вересня 1756 року єпископ Мануїл Ольшавський, як неодруженого, висвятив його на священика. Але після висвячення Андрей повертається в Трнаву, щоб продовжити навчання. У 1758 році о. Андрій Бачинський, здобувши вчений ступінь доктора теології, повертається до своєї єпархії. У цьому ж 1758 році єпископ Мануїл Ольшавський призначає його сотрудником в містечко Дорог (тепер Гайдудорог в Угорщині). У 1760 році о. Андрей Бачинський став парохом містечка Дорог і деканом Дорозького деканату, а пізніше — Саболчським і Сатмарським архідияконом. Андрей Бачинський протягом дванадцяти років був парохом міста Дорог.
Єпископ М. Ольшавський наближує до себе освіченого пароха, запрошує для обговорення конфіденційних питань, пов'язаних з визнанням єпархії владою. 1768 р. новий владика Іван Брадач почав реорганізацію Мукачівського єпископства. А. Бачинський стає одним з чотирьох членів капітули (єпархіального управління). 1769 р. він супроводжує І. Брадача на переговорах з Ягерським архієпископом К.Естергазі, які закінчилися безрезультатно. Іван Брадач хотів навіть відмовитися від посади, але А.Бачинський відрадив від цього. При повсякчасній підтримці співробітника І. Брадач продовжив боротьбу з «могутнім Естергазієм», що й наблизило його передчасну кончину 1772 р., коли він, за висловом М.Лучкая, «помер на 39-му році життя, як жертва за Русько-Католицьку Церкву».